# Óliver Ortiz
Óliver Joseph Ortiz Sandoval (Ensenada, Baja California, México, 21 de enero de 1993), futbolista mexicano. Juega de defensa central. 

## Trayectoria
Lo debutó Antonio Mohamed con el Club Tijuana en el Clausura 2013. Titular contra el Club Deportivo Guadalajara. Jugó algunos juegos alternados con Dorados de Sinaloa de la División de ascenso.

### Clubes
| Club                                | País                | Año             | Partidos | Goles | Media |
| ----------------------------------- | ------------------- | --------------- | -------- | ----- | ----- |
| Club Tijuana                        | México              | 2013 - 2015     | 26       | 0     | 0     |
| Dorados de Sinaloa (Cedido)         | México              | 2013 - 2014     | 8        | 0     | 0     |
| Club Necaxa (Cedido)                | México              | 2015            | 6        | 1     | 0.17  |
| Universidad de Guadalajara (Cedido) | México              | 2016            | 17       | 0     | 0     |
| Dorados de Sinaloa                  | México              | 2016 - 2018     | 64       | 1     | 0.02  |
| Cafetaleros                         | México              | 2018 - 2019     | 29       | 0     | 0     |
| Correcaminos de la UAT              | México              | 2019 - 2020     | 8        | 0     | 0     |
| Los Cabos Fútbol Club               | México              | 2020            | 0        | 0     | 0     |
| Total en su carrera                 | Total en su carrera | 2013 - Presente | 150      | 2     | 0.01  |

 Actualizado el 4 de mayo de 2019.

## Palmarés
| Título       | Club            | País   | Año           |
| ------------ | --------------- | ------ | ------------- |
| 2.Ascenso MX | Dorados Sinaloa | México | Apertura 2016 |